# Tityre à tête noire
Tityra inquisitor
Espèce
Répartition géographique
Statut de conservation UICN

 LC  : Préoccupation mineure
Le Tityre à tête noire (Tityra inquisitor) est une espèce de passereaux appartenant à la famille des Tityridae.

## Description

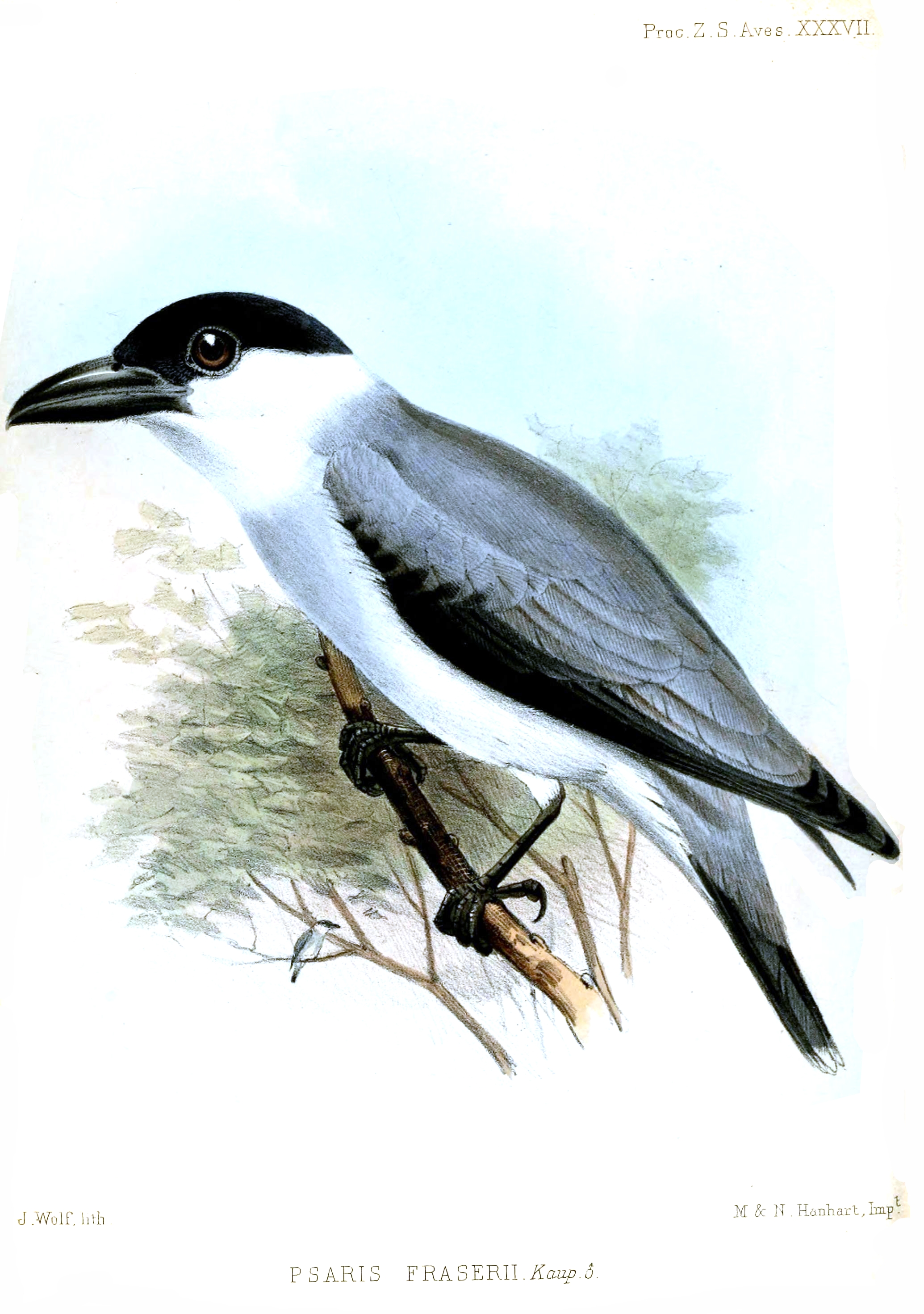

Cet oiseau possède un plumage gris très pâle. Le mâle arbore une calotte noire et la femelle une face chamois.

## Répartition et sous-espèces
Selon la classification de référence du Congrès ornithologique international (15.1, 2025) il se répartit en six sous-espèces (ordre phylogénique) :
- Tityra inquisitor fraseii (Kaup, 1852) — du sud-est du Mexique au Panama ;
- Tityra inquisitor albitorques Du Bus de Gisignies, 1847 — de l'est du Panama au nord-ouest de la Bolivie ;
- Tityra inquisitor buckleyi Salvin & Godman, 1890 — sud-est de la Colombie et est de l'Équateur ;
- Tityra inquisitor erythrogenys (Selby, 1826) — de l'est de la Colombie au plateau des Guyanes ;
- Tityra inquisitor pelzelni Salvin & Godman, 1890 — Bolivie et centre du Brésil ;
- Tityra inquisitor inquisitor (Lichtenstein, 1823) — est du Brésil et du Paraguay, Selva Misionera.